# SFR
SFR (Société française de radiotéléphonie) is een van de grootste telecomaanbieders van Frankrijk. Vanaf begin 2015 was het volledig in handen van Altice. In 2021 is Altice gesplitst en sindsdien valt SFR onder Altice France.

## Geschiedenis
Het telecombedrijf bestond voorheen onder de naam SFR Cegetel en wordt in het zakenleven soms nog steeds als SFR Cegetel genoemd, mede door het aandeel van 28% dat SFR in Groupe Neuf Cegetel bezit. Neuf Cegetel is ontstaan uit een fusie tussen neuf telecom en Cegetel, dat voor 100% in handen was van SFR. SFR is de op een na grootste aanbieder van telecomdiensten in Frankrijk, terwijl Neuf Cegetel de marktleider is op het gebied van breedbandtelecommunicatie.
Tot medio 2011 had het Franse mediaconglomeraat Vivendi SA 55,8% van de aandelen van het telecombedrijf in bezit en Vodafone bijna alle overige aandelen. Op 4 april 2011 werd bekend dat Vivendi voor 7,95 miljard euro alle aandelen van Vodafone overneemt. Na de transactie was SFR volledig in handen van Vivendi gekomen.
In april 2014 maakte Vivendi bekend SFR te verkopen aan Altice. Altice wil de mobiele telefoondiensten van SFR samenvoegen met zijn Franse kabeldochter Numericable. Met de verkoop krijgt Vivendi zo’n 17 miljard euro in handen, waarvan € 13,5 miljard in contanten en een belang van 20% in het fusiebedrijf. SFR telt ongeveer 9000 werknemers en na de overname blijft de SFR merknaam behouden. In november 2014 werd de transactie afgerond en ging bedrijf gaat onbder de naam Numericable-SFR. Eind februari 2015 accepteerde Vivendi het bod van Altice om het resterende belang van 20% in Numericable-SFR over te nemen. Altice bood 40 euro per aandeel en de transactie had een totale waarde van 3,9 miljard euro.
In 2021 deed grootaandeelhouder Patrick Drahi een bod op alle aandelen Altice. De transactie was succesvol en Altice verdween van de beurs. Kort daarna werd Altice gesplitst en sindsdien valt SFR onder Altice France.
In maart 2021 presenteerde het bedrijf zijn toekomstplan, Transformation et ambitions 2025. Naast de ambities werd een een flinke reductie van het aantal medewerkers aangekondigd. Op 31 december 2023 was het aantal werknemers met 1700 gedaald.
Op 15 maart 2024 werd de verkoop bekend gemaakt van Altice Media voor € 1,5 miljard. De koper de containerrederij CMA CGM die al langer een aandelenbelang van 10% heeft in televisiezender M6. In juli 2024 is de transactie afgerond.

## Activiteiten
Het grootste deel van de activiteiten betreft telecommunicatie diensten, verder verkoopt het bedrijf nog apparatuur en heeft het een kleine media afdeling. De telecomactiviteiten diensten maakten in 2023 bijna 90% van de totale omzet uit. het bedrijf heeft veel schulden uitstaan, waardoor de rentekosten zwaar op de resultaten drukken en er uiteindelijk een nettoverlies wordt gerapporteerd.